# Discografia de Papa Roach
Esta é uma página da discografia da banda americana Papa Roach.

## Discografia

### Álbuns de estúdio
| Título                       | Detalhes do álbum                                  | Posições na parada | Posições na parada | Posições na parada | Posições na parada | Posições na parada | Posições na parada | Posições na parada | Posições na parada | Posições na parada | Posições na parada | Posições na parada | Posições na parada | Posições na parada | Posições na parada | Posições na parada | Posições na parada | Posições na parada | Certificações (vendas certificadas)                         |
| Título                       | Detalhes do álbum                                  | ALE                | AUS                | AUT                | BEL (FLA)          | BEL (VAL)          | CAN                | DIN                | EUA                | FIN                | FRA                | GBR                | JAP                | NLD                | NOR                | NZL                | SUE                | SUI                | Certificações (vendas certificadas)                         |
| ---------------------------- | -------------------------------------------------- | ------------------ | ------------------ | ------------------ | ------------------ | ------------------ | ------------------ | ------------------ | ------------------ | ------------------ | ------------------ | ------------------ | ------------------ | ------------------ | ------------------ | ------------------ | ------------------ | ------------------ | ----------------------------------------------------------- |
| Old Friends from Young Years | - Lançamento: 1997 - Gravadora: Onion Hardcore     | —                  | —                  | —                  | —                  | —                  | —                  | —                  | —                  | —                  | —                  | —                  | —                  | —                  | —                  | —                  | —                  | —                  |                                                             |
| Infest                       | - Lançamento: 2000 - Gravadora: DreamWorks         | 5                  | 50                 | 12                 | 9                  | —                  | 5                  | —                  | 5                  | 9                  | —                  | 9                  | —                  | 47                 | —                  | 22                 | —                  | 16                 | - EUA: 3× Platina - CAN: 2x Platina - GBR: Ouro - NZL: Ouro |
| Lovehatetragedy              | - Lançamento: 2002 - Gravadora: DreamWorks         | 6                  | 19                 | 8                  | 5                  | 10                 | 5                  | 11                 | 2                  | 11                 | 34                 | 4                  | 64                 | 21                 | 25                 | 24                 | 25                 | 3                  | - EUA: Ouro - CAN: Ouro - GBR: Ouro                         |
| Getting Away with Murder     | - Lançamento: 2004 - Gravadora: Geffen             | 8                  | —                  | 8                  | 14                 | 50                 | —                  | —                  | 17                 | —                  | 64                 | 30                 | 84                 | 38                 | —                  | —                  | 21                 | 13                 | - EUA: Platina - CAN: Ouro - GBR: Ouro                      |
| The Paramour Sessions        | - Lançamento: 2006 - Gravadora: Geffen             | 35                 | —                  | 35                 | 69                 | —                  | —                  | —                  | 16                 | —                  | 160                | 61                 | 102                | 86                 | —                  | —                  | —                  | 33                 |                                                             |
| Metamorphosis                | - Lançamento: 2009 - Gravadora: DGC/Interscope     | 23                 | —                  | 12                 | 50                 | 100                | 14                 | —                  | 8                  | —                  | —                  | 42                 | 44                 | —                  | —                  | —                  | —                  | 21                 |                                                             |
| Time for Annihilation        | - Lançamento: 2010 - Gravadora: Eleven Seven Music | 40                 | —                  | 38                 | 54                 | —                  | —                  | —                  | 23                 | —                  | —                  | 71                 | 255                | —                  | —                  | —                  | —                  | 64                 |                                                             |
| The Connection               | - Lançamento: 2012 - Gravadora: Eleven Seven Music | 27                 | —                  | 24                 | 106                | 117                | —                  | —                  | 17                 | —                  | 163                | 37                 | 134                | 83                 | —                  | —                  | —                  | 21                 |                                                             |
| F.e.a.r                      | - Lançamento: 2015 - Gravadora: Eleven Seven Music | —                  | —                  | —                  | —                  | —                  | —                  | —                  | —                  | —                  | —                  | —                  | —                  | —                  | —                  | —                  | —                  | —                  |                                                             |

### EP
| Ano  | Álbum                  |
| ---- | ---------------------- |
| 1994 | Potatoes for Christmas |
| 1995 | Caca Bonita            |
| 1998 | 5 Tracks Deep          |
| 1999 | Let 'Em Know           |
| 2004 | Rolling Stone Original |
| 2007 | Live Session EP        |

## Singles
| Ano                        | Título                               | Posições nas paradas | Posições nas paradas | Posições nas paradas | Posições nas paradas | Posições nas paradas | Posições nas paradas | Posições nas paradas | Posições nas paradas | Posições nas paradas | Certificações | Álbum                    |
| Ano                        | Título                               | US                   | US Main.             | US Alt.              | AUT                  | SUI                  | ALE                  | IRL                  | HOL                  | UK                   | Certificações | Álbum                    |
| -------------------------- | ------------------------------------ | -------------------- | -------------------- | -------------------- | -------------------- | -------------------- | -------------------- | -------------------- | -------------------- | -------------------- | ------------- | ------------------------ |
| 2000                       | "Last Resort"                        | 57                   | 4                    | 1                    | 7                    | 25                   | 4                    | 13                   | 32                   | 3                    |               | Infest                   |
| 2000                       | "Broken Home"                        | —                    | 18                   | 9                    | 42                   | 96                   | 34                   | —                    | —                    | —                    |               | Infest                   |
| 2001                       | "Between Angels and Insects"         | —                    | 27                   | 16                   | —                    | —                    | 94                   | 20                   | —                    | 17                   |               | Infest                   |
| 2002                       | "She Loves Me Not"                   | 76                   | 3                    | 5                    | —                    | 72                   | 47                   | 23                   | 62                   | 14                   |               | Lovehatetragedy          |
| 2002                       | "Time and Time Again"                | —                    | 26                   | 33                   | —                    | —                    | —                    | 39                   | —                    | 54                   |               | Lovehatetragedy          |
| 2004                       | "Getting Away with Murder"           | 69                   | 2                    | 4                    | 28                   | —                    | 38                   | —                    | 89                   | 45                   |               | Getting Away with Murder |
| 2005                       | "Scars"                              | 15                   | 4                    | 2                    | —                    | —                    | 82                   | —                    | —                    | —                    | US: Ouro      | Getting Away with Murder |
| 2006                       | "...To Be Loved"                     | 118                  | 8                    | 14                   | —                    | —                    | —                    | —                    | —                    | 171                  |               | The Paramour Sessions    |
| 2007                       | "Forever"                            | 55                   | 2                    | 2                    | —                    | —                    | —                    | —                    | —                    | —                    |               | The Paramour Sessions    |
| 2009                       | "Lifeline"                           | 81                   | 1                    | 3                    | —                    | —                    | —                    | —                    | —                    | —                    |               | Metamorphosis            |
| 2009                       | "I Almost Told You That I Loved You" | —                    | 20                   | 35                   | —                    | —                    | —                    | —                    | —                    | —                    |               | Metamorphosis            |
| 2009                       | "Had Enough"                         | —                    | 40                   | —                    | —                    | —                    | —                    | —                    | —                    | —                    |               | Metamorphosis            |
| 2010                       | "Kick in the Teeth"                  | 111                  | 2                    | 18                   | —                    | —                    | —                    | —                    | —                    | —                    |               | Time for Annihilation    |
| 2010                       | "Burn"                               | —                    | 40                   | —                    | —                    | —                    | —                    | —                    | —                    | —                    |               | Time for Annihilation    |
| 2011                       | "No Matter What"                     | —                    | —                    | —                    | —                    | —                    | —                    | —                    | —                    | —                    |               | Time for Annihilation    |
| 2012                       | "Still Swingin"                      | —                    | —                    | —                    | —                    | —                    | —                    | —                    | —                    | —                    |               | The Connection           |
| "—" não chegou às paradas. |                                      |                      |                      |                      |                      |                      |                      |                      |                      |                      |               |                          |

### Outras canções nas paradas
| Ano                        | Título                | Posições nas paradas | Posições nas paradas | Posições nas paradas | Album                    |
| Ano                        | Título                | US Main.             | US Alt.              | UK                   | Album                    |
| -------------------------- | --------------------- | -------------------- | -------------------- | -------------------- | ------------------------ |
| 2005                       | "Take Me"             | 11                   | 23                   | —                    | Getting Away with Murder |
| 2007                       | "Time Is Running Out" | 15                   | 17                   | —                    | The Paramour Sessions    |
| 2008                       | "Reckless"            | 40                   | —                    | —                    | The Paramour Sessions    |
| 2008                       | "Hollywood Whore"     | 37                   | —                    | 139                  | Metamorphosis            |
| "—" não chegou às paradas. |                       |                      |                      |                      |                          |

### Vídeoclipes
| Ano  | Título                               | Diretor(es)     |
| ---- | ------------------------------------ | --------------- |
| 2000 | "Last Resort"                        | Marcos Siega    |
| 2000 | "Broken Home"                        | Marcos Siega    |
| 2001 | "Dead Cell" (Live Mix)               | Robert Lyon     |
| 2001 | "Between Angels and Insects"         | Joseph Kahn     |
| 2002 | "She Loves Me Not"                   | Dave Meyers     |
| 2002 | "Time and Time Again"                | Samuel Bayer    |
| 2002 | "Time and Time Again" (Alt. Version) | The Malloys     |
| 2004 | "Getting Away with Murder"           | Motion Theory   |
| 2005 | "Scars"                              | Steve Murashige |
| 2005 | "Scars" (Alt. Version)               | Motion Theory   |
| 2006 | "...To Be Loved"                     | Kevin Kerslake  |
| 2007 | "Forever"                            | Meiert Avis     |
| 2007 | "Forever" (Alt. Version)             | Meiert Avis     |
| 2007 | "What Do You Do?"                    | Devin DeHaven   |
| 2008 | "Hollywood Whore"                    | Jesse Davey     |
| 2009 | "Lifeline"                           | Chris Sims      |
| 2009 | "I Almost Told You That I Loved You" | Colin Minihan   |
| 2010 | "Kick In the Teeth"                  | Shane Drake     |
| 2010 | "Burn"                               | Jesse Davey     |

## Videografia
| Ano  | DVD                                     |
| ---- | --------------------------------------- |
| 2005 | Papa Roach: Live & Murderous in Chicago |

## Outros
| Ano  | Titulo                                                             |
| ---- | ------------------------------------------------------------------ |
| 1999 | Warner Bros. Demo                                                  |
| 2001 | Maximum Papa Roach                                                 |
| 2001 | Crazy In Amsterdam                                                 |
| 2001 | Ozzfest 2001 Sampler                                               |
| 2001 | Pat-Er Blattodea - Live                                            |
| 2001 | The Early Stuff                                                    |
| 2001 | The Ultimate Live Experience                                       |
| 2002 | Live In The U.K.                                                   |
| 2002 | LHT Tour Sampler                                                   |
| 2006 | Strung Out On Papa Roach: Perfect Murder: A String Quartet Tribute |

## Outras participações

### Trilhas sonoras
- 2000 – "Last Resort" – usada em Ready To Rumble
- 2000 – "Dead Cell" – usada em The Skulls
- 2001 – "Blood Brothers" – usada em The One
- 2001 – "Last Resort" – usada em The One
- 2002 – "Dead Cell" – usada em Queen of the Damned
- 2003 – "Don't Look Back" – usada em Biker Boyz
- 2003 – "Broken Home" – usada em A Man Apart
- 2004 – "Anxiety" – usada em You Got Served
- 2005 – "Blood (Empty Promises)" – usada em Saw II

### Séries de TV
- 2002 – "Life Is A Bullet" – usada em The Sopranos episódio "The Strong, Silent Type"
- 2004 – "Getting Away With Murder" – usada em WWE Tough Enough
- 2004 – "Getting Away With Murder" – usada em CSI: Miami
- 2006 – "...To Be Loved" – sendo utilizada WWE RAW música tema
- 2006 – "Take Me" – usada em Prison Break

### Video Games
- 2000 – "Blood Brothers" – usada em Tony Hawk's Pro Skater 2
- 2002 – "Never Enough" – usada em Gran Turismo 3
- 2003 – "M-80" – usada em Amplitude
- 2003 – "She Loves Me Not" – usada em NHL 2003
- 2004 – "Not Listening" – usada em NHL 2004
- 2004 – "Getting Away With Murder" – usada em Gran Turismo 4
- 2004 – "Not Listening" – usada em Gran Turismo 4
- 2004 – "Getting Away With Murder" – usada em Mech Assault 2
- 2006 – "Not Listening" – usada em FlatOut 2
- 2008 – "Time Is Running Out" – parte do Crüefest Pack para download no Rock Band

### Participações
- 2003 – "Anxiety" – Black Eyed Peas do álbum, Elephunk
- 2003 – "Conquer The World" – Die Trying do álbum, Die Trying
- 2003 – "Oxygens Gone" – Vídeo do single Die Trying
- 2003 – "Come Apart" – Reach 454 do álbum, Reach 454
- 2003 – "Don't Look Back" – trilha sonora de Biker Boyz (feat. N.E.R.D.)
- 2005 – "Forever In Our Hearts" – single Tsunami Relief
- 2006 – "Americans" – X-Clan álbum "Return from Mecca" due out 30 de Janeiro, 2007
- SDD – "The Phoenix & The Fall" – Fight Of Your Life do álbum; ex Reach 454
- 2007 – "Forgot How to Love" – Mams Taylor

### Covers
- "Naked In Front Of The Computer" – cover de Faith No More, gravada para Lovehatetragedy
- "Gouge Away" – cover de The Pixies, gravada para Lovehatetragedy
- "Gentle Art of Making Enemies" – Faith No More
- "Lithium" – Nirvana
- "Lose Yourself" – Eminem
- "Sex Type Thing" – Stone Temple Pilots
- "Cocaine" – cover de "Feel Good Hit of the Summer" do Queens of the Stone Age
- "Sweet Emotion" – Aerosmith
- "Crazy" – Seal